# Changos de Naranjito 2013-2014
Questa voce raccoglie le informazioni riguardanti i Changos de Naranjito nelle competizioni ufficiali della stagione 2013-2014.

## Stagione
La stagione 2013-14 vede Gilbert Pérez alla guida dei Changos, che, nel segno della continuità confermano quasi interamente l'organico della precedente stagione: si registrano solo gli ingaggi di Anthony Negrón ed Alberto Bravo dai Mets de Guaynabo; in uscita invece ci sono il canadese Spencer Leiske, anche in virtù del divieto di ingaggiare giocatori stranieri, Milton Marrero ed il cubano naturalizzato Jorge Mencía, entrambi passati ai Maratonistas de Coamo.
La stagione si apre col debutto in campionato il 17 ottobre 2013, con un netto 3-0 subito in casa dei Nuevos Gigantes de Carolina. La prima vittoria non tarda ad arrivare e, nella seconda gara di campionato, i Changos regolano in tre parziali i Capitanes de Arecibo. Nelle successive gare gli arancio-neri affrontano una piccola crisi di risultati, che li vede perdere tre partite consecutive. La reazione arriva immediate negli incontri seguenti, con tre successi in quattro gare, rispettivamente sui Patriotas de Lares, i Maratonistas de Coamo ed i Plataneros de Corozal. Dopo una serie di risultati alterni, che vedono i Changos trionfare in tre sole gare delle nove disputate, dopo la nuova vittoria sui Maratonistas de Coamo, la squadra non riesce più a vincere neanche un incontro delle sei restanti partite di regular season, terminando quindi all'ottavo posto in classifica, quindi fuori di play-off.

## Organigramma societario
Area direttiva
- Presidente: Angel Colón
- Co-presidente: Angel Colón Jr.
- Direttore generale: Nestor Rivera

Area tecnica
- Allenatore: Gilbert Pérez
- Assistente allenatore: Jamille Torres
- Fisioterapista: Jesús Cabrera

## Rosa
| N° | Nome                  | Ruolo | Data di nascita  | Nazionalità sportiva |
| -- | --------------------- | ----- | ---------------- | -------------------- |
| 1  | Víctor Ruiz           | C     | 6 febbraio 1989  | Porto Rico           |
| 2  | Anthony Negrón        | C     | -                | Porto Rico           |
| 3  | Edwin Santiago        | P     | 3 ottobre 1988   | Porto Rico           |
| 4  | Juan Carlos Rodríguez | P     | 1º ottobre 1992  | Porto Rico           |
| 5  | Eliezel Oyola         | C     | -                | Porto Rico           |
| 6  | Carlos Morales        | L     | -                | Porto Rico           |
| 7  | Sequiel Sánchez       | S     | 24 marzo 1990    | Porto Rico           |
| 8  | Luis Candelario       | C     | 11 novembre 1988 | Porto Rico           |
| 9  | Yunieski Ramírez      | S     | 13 febbraio 1986 | Porto Rico           |
| 10 | José Vélez            | S     | 31 maggio 1989   | Porto Rico           |
| 11 | Arnel Cabrera         | S     | 11 ottobre 1994  | Porto Rico           |
| 12 | Juan Rivera           | L     | -                | Porto Rico           |
| 15 | Alberto Bravo         | S/O   | 1º dicembre 1988 | Porto Rico           |
| 16 | Noah Marrero          | S/O   | 7 novembre 1991  | Porto Rico           |

## Mercato
| Acquisti | Acquisti       | Acquisti         | Acquisti   |
| R.       | Nome           | da               | Modalità   |
| -------- | -------------- | ---------------- | ---------- |
| C        | Anthony Negrón | Mets de Guaynabo | definitivo |
| S/O      | Alberto Bravo  | Mets de Guaynabo | definitivo |

| Cessioni | Cessioni       | Cessioni              | Cessioni   |
| R.       | Nome           | a                     | Modalità   |
| -------- | -------------- | --------------------- | ---------- |
| S/O      | Spencer Leiske | ?                     | definitivo |
| P        | Milton Marrero | Maratonistas de Coamo | definitivo |
| S/O      | Jorge Mencía   | Maratonistas de Coamo | definitivo |

## Risultati

### LVSM

#### Regular season
| 17 ottobre 2013 Coliseo Guillermo Angulo, Carolina          | Gigantes de Carolina     | 3 - 0 | Changos de Naranjito     | 25-17, 25-18, 25-23               |
| 20 ottobre 2013 Coliseo Gelito Ortega, Naranjito            | Changos de Naranjito     | 3 - 0 | Capitanes de Arecibo     | 25-23, 25-19, 25-18               |
| 24 ottobre 2013 Coliseo Carmen Zoraida Figueroa, Corozal    | Plataneros de Corozal    | 3 - 0 | Changos de Naranjito     | 25-23, 25-14, 30-28               |
| 26 ottobre 2013 Coliseo Gelito Ortega, Naranjito            | Changos de Naranjito     | 0 - 3 | Caribes de San Sebastián | 20-25, 21-25, 23-25               |
| 30 ottobre 2013 Coliseo Gelito Ortega, Naranjito            | Changos de Naranjito     | 0 - 3 | Mets de Guaynabo         | 26-28, 19-25, 20-25               |
| 1 novembre 2013 Coliseo Félix Méndez Acevedo, Lares         | Patriotas de Lares       | 2 - 3 | Changos de Naranjito     | 25-12, 23-25, 25-22, 23-25, 8-15  |
| 3 novembre 2013 Palacio de Recreación y Deportes, Mayagüez  | Indios de Mayagüez       | 3 - 1 | Changos de Naranjito     | 25-17, 25-20, 20-25, 25-18        |
| 7 novembre 2013 Coliseo Edwin "Puruco" Nolasco, Coamo       | Maratonistas de Coamo    | 2 - 3 | Changos de Naranjito     | 25-19, 22-25, 25-23, 21-25, 17-19 |
| 9 novembre 2013 Coliseo Gelito Ortega, Naranjito            | Changos de Naranjito     | 3 - 2 | Plataneros de Corozal    | 18-25, 25-21, 25-23, 25-27, 15-11 |
| 14 novembre 2013 Coliseo Guillermo Angulo, Carolina         | Gigantes de Carolina     | 3 - 0 | Changos de Naranjito     | 25-22, 26-24, 25-17               |
| 16 novembre 2013 Coliseo Gelito Ortega, Naranjito           | Changos de Naranjito     | 0 - 3 | Capitanes de Arecibo     | 35-37, 16-25, 19-25               |
| 19 novembre 2013 Coliseo Félix Méndez Acevedo, Lares        | Patriotas de Lares       | 1 - 3 | Changos de Naranjito     | 18-25, 36-38, 25-15, 21-25        |
| 22 novembre 2013 Coliseo Gelito Ortega, Naranjito           | Changos de Naranjito     | 1 - 3 | Mets de Guaynabo         | 14-25, 22-25, 25-23, 24-26        |
| 26 novembre 2013 Coliseo Gelito Ortega, Naranjito           | Changos de Naranjito     | 3 - 2 | Maratonistas de Coamo    | 24-26, 26-24, 25-15, 19-25, 15-12 |
| 1 dicembre 2013 Coliseo Gelito Ortega, Naranjito            | Changos de Naranjito     | 0 - 3 | Caribes de San Sebastián | 21-25, 24-26, 18-25               |
| 3 dicembre 2013 Coliseo Gelito Ortega, Naranjito            | Changos de Naranjito     | 0 - 3 | Indios de Mayagüez       | 24-26, 23-25, 23-25               |
| 6 dicembre 2013 Coliseo Luis Aymat Cardona, San Sebastián   | Caribes de San Sebastián | 3 - 1 | Changos de Naranjito     | 25-17, 25-20, 22-25, 25-19        |
| 8 dicembre 2013 Coliseo Edwin "Puruco" Nolasco, Coamo       | Maratonistas de Coamo    | 0 - 3 | Changos de Naranjito     | 21-25, 19-25, 22-25               |
| 11 dicembre 2013 Coliseo Mario Morales, Guaynabo            | Mets de Guaynabo         | 3 - 1 | Changos de Naranjito     | 25-18, 24-26, 25-20, 25-18        |
| 14 dicembre 2013 Coliseo Gelito Ortega, Naranjito           | Changos de Naranjito     | 0 - 3 | Plataneros de Corozal    | 20-25, 22-25, 18-25               |
| 17 dicembre 2013 Coliseo Gelito Ortega, Naranjito           | Changos de Naranjito     | 0 - 3 | Patriotas de Lares       | 19-25, 23-25, 23-25               |
| 20 dicembre 2013 Coliseo Manuel "Petaca" Iguina, Arecibo    | Capitanes de Arecibo     | 3 - 0 | Changos de Naranjito     | 25-21, 25-2119, 25-21             |
| 22 dicembre 2013 Coliseo Gelito Ortega, Naranjito           | Changos de Naranjito     | 2 - 3 | Gigantes de Carolina     | 26-28, 24-26, 26-24, 25-20, 12-15 |
| 28 dicembre 2013 Palacio de Recreación y Deportes, Mayagüez | Indios de Mayagüez       | 3 - 0 | Changos de Naranjito     | 25-13, 25-20, 25-18               |

## Statistiche

### Statistiche di squadra
| Competizione | Punti | In casa | In casa | In casa | In trasferta | In trasferta | In trasferta | Totale | Totale | Totale |
| Competizione | Punti | G       | V       | P       | G            | V            | P            | G      | V      | P      |
| ------------ | ----- | ------- | ------- | ------- | ------------ | ------------ | ------------ | ------ | ------ | ------ |
| LVSM         | 18    | 12      | 3       | 9       | 12           | 4            | 8            | 24     | 7      | 17     |
| Totale       | 18    | 12      | 3       | 9       | 12           | 4            | 8            | 24     | 7      | 17     |

G = partite giocate; V = partite vinte; P = partite perse